# Bashō Matsuo

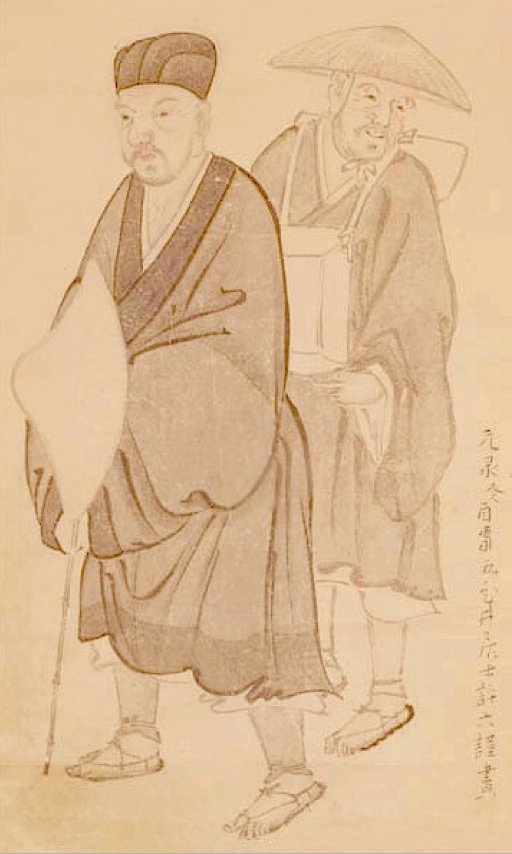
Kyoriku Morikawa (1656-1715), Matsuo Bashō

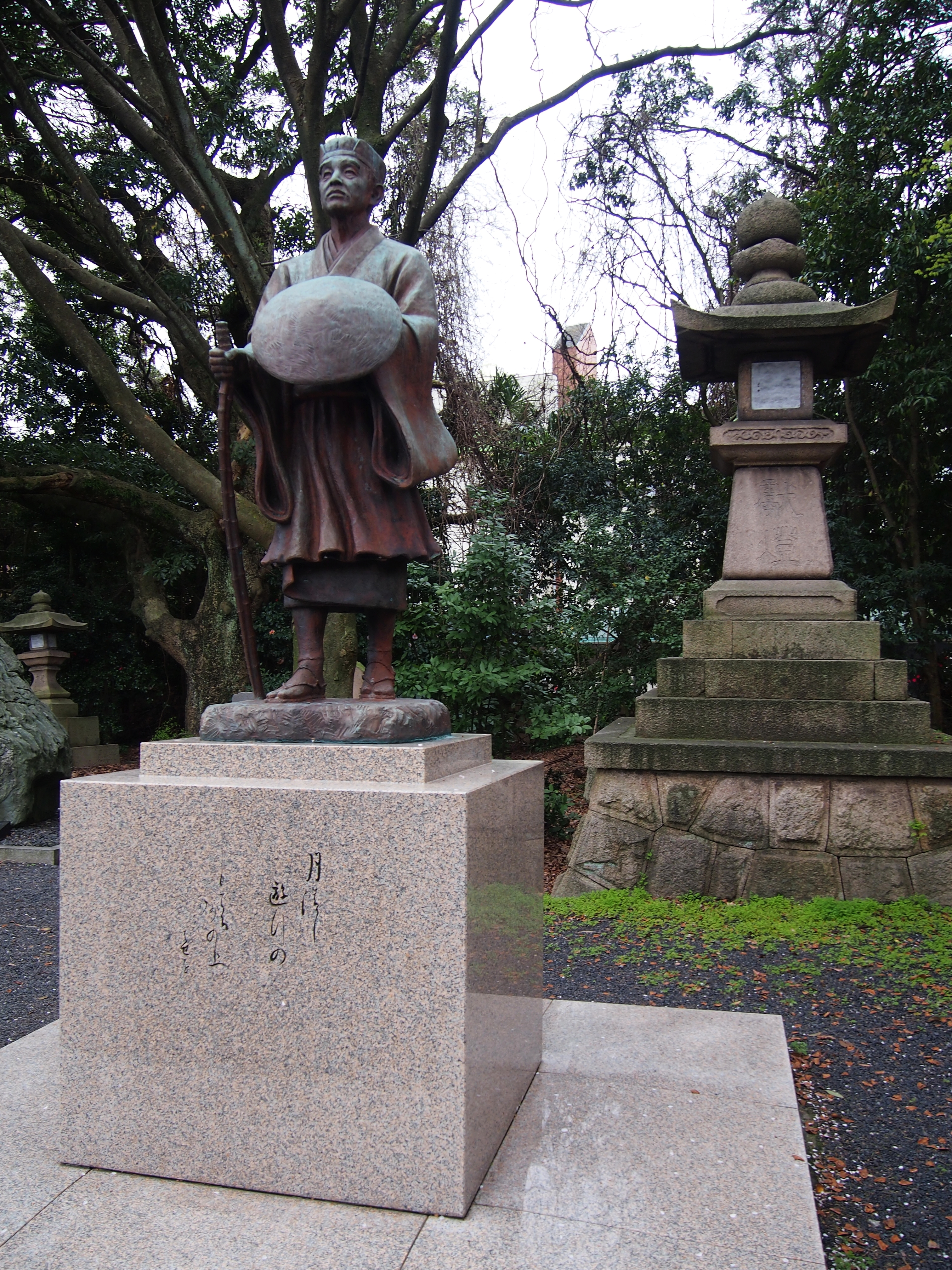
Pomnik Bashō w chramie Kehi-jingū, Tsuruga, pref. Fukui

Bashō Matsuo (jap. 松尾 芭蕉 Matsuo Bashō; ur. 1644, zm. 28 listopada 1694) – pseudonim Munefusy Matsuo (jap. 松尾 宗房 Matsuo Munefusa), japońskiego poety, znanego też po prostu jako Bashō, gdyż tak najczęściej podpisywał swoje dzieła. Powszechnie uznawany jest za jednego z największych pisarzy okresu Edo (1603–1868), szczególnie ceniony jest jego wkład w rozwój haikai, za którego twórcę jest uważany, a jego imię stało się nierozerwalnie związane z tym gatunkiem poezji.

## Życiorys
Urodził się w miejscowości Ueno, w prowincji Iga (obecnie zachodnia część prefektury Mie), niedaleko Kioto jako drugi syn Yozaemona Matsuo, ubogiego samuraja. Kiedy miał dziesięć lat wstąpił na służbę do starszego o dwa lata Yoshitady Tōdō, młodego krewnego daimyō rządzącego prowincją Iga. Chłopcy zostali przyjaciółmi, a największą ich wspólną pasją stało się układanie wierszy w stylu haikai. 
W 23 roku życia, po śmierci swego pana, odszedł ze służby, aby studiować (do 1671 roku), filologię ojczystą, język i klasyków chińskich, kaligrafię. Dokładnie nie wiadomo, gdzie mieszkał, ale z jego pism wynika, że na stałe przebywał w Ueno, skąd dojeżdżał do Kioto na naukę. 
Prawdopodobnie gdy miał 29 lat udał się do Edo (obecne Tokio). Między 34 a 37 rokiem życia pracował przy budowie wodociągu w Koishikawa, a następnie przeniósł się do dzielnicy Fukagawa i zamieszkał w skromnym domku o nazwie Bashōan (Schronienie pod drzewem bananowym). Mógł wówczas zarabiać na życie, nauczając haikai, gdyż bogaci kupcy i samuraje wspomagali mistrzów poezji. W 1682 roku jego chatka spłonęła w wielkim pożarze Edo. 
Wielokrotnie był arbitrem w turniejach poezji haikai.
Kilka lat później, w sierpniu 1684 roku, Bashō udał się w swoją pierwszą, długą (dziewięciomiesięczną) podróż, która miała decydujące znaczenie dla powstania jego własnego stylu i wyzwolenia się spod wpływu poezji chińskiej.
Po dwóch latach twórczej samotności, w 1687 roku poeta ponownie wyruszył w podróż, udając się do swoich stron rodzinnych, a w 1689 roku w towarzystwie swojego ucznia, poety o imieniu Sora Kawai rozpoczął swoją trzecią wędrówkę, tym razem na północ kraju. W ciągu 156 dni przebył prawdopodobnie ponad 2 tys. km przez Tōhoku i Hokuriku i później kolejną do Kansai.
W 1694 roku Bashō wyruszył w ostatnią swoją podróż na południowy zachód. W jej trakcie zachorował i zmarł w Osace w obecności wielu uczniów i poetów.

## Twórczość
W początkowym okresie Bashō pisał pod wpływem Teitoku Matsunagi (1571–1654). Był to wczesny okres szkoły Teimon (nazwa od pierwszej sylaby imienia Teitoku i wyrazu mon, oznaczającego tu szkołę). W środkowym okresie życia skłaniał się ku swobodnym kompozycjom modnej wówczas szkoły danrin, adresowanej do szerokiego odbiorcy. Natomiast pod koniec życia stworzył własną szkołę shōmon (shō od drugiej sylaby swojego imienia) i własny styl shōfū (fū – styl) wyróżniający się  prostotą i klasycznym pięknem frazy poetyckiej.
Dzięki niemu popularne, plebejskie haikai osiągnęły mistrzowski poziom. Zarówno wiersze łączone (renga), jak i pojedyncze strofy (hokku, haiku) ceniono za to, że wyrażały nastrój spokojnej kontemplacji (sabi), sugestywność słów i rzeczy, subtelność spostrzeżeń człowieka żyjącego w zgodzie z otaczającą go naturą. Tworzył wiersze, które łączyły artystyczne ideały wywodzące się z arystokratycznej i samurajskiej literatury minionych epok z przeżywaniem zmienności świata współczesnego.
Życie Bashō upływało w podróżach, w czasie których tworzył dzienniki poetyckie. Najsłynniejszy z nich, pisany prozą i wierszem, Oku no hosomichi (奥の細道, Ścieżki na daleką północ, 1702), uchodzi za arcydzieło literatury japońskiej.
Poeta w swoich utworach sprzeciwiał się kulturze materialnego przepychu. Ukazywał Japonię prowincjonalną, marginalną. Jego bohaterami byli zarówno miejscowi możni i mnisi, jak i chłopi, rybacy i wędrowcy.

## Wybrane haiku[3]
| Shizukasa ya iwa ni shimiiru! semi no koe | Cisza dokoła Jedynie głos cykady przenika skałę. (1689 r.) |

| Kareeda ni karasu no tomaritaru ya aki no kure | Na suchej gałęzi usiadła wrona to zmierzch jesienny. (1681 r.) |

## Wybrane utwory[3]
- Minashiguri (Kasztan bez owoców, 1683)
- Nozarashi kikō (W słońcu i słocie na nagim polu, 1684-1685)
- Fuyu no hi (Zimowe dni, 1684-1685)
- Kashima kikō (Zapiski z podróży do Kashimy, 1687)
- Oi no kobumi (Notatki z podróżnej sakwy, 1688)
- Sarashina kikō (Notatki z podróży do Sarashiny, 1688)
- Sumitawara (Worek z węglem drzewnym, 1694)
- Oku no hosomichi (Ścieżki na daleką północ, 1702, wyd. pośmiertnie)

## Tłumaczenia na język polski
- Haiku, tłumaczyła Agnieszka Żuławska-Umeda – wydanie pierwsze: Ossolineum, Wrocław 1983; wydanie drugie: Elay, Jaworze 2010, ISBN 978-83-930284-7-4 (zawiera wiersze różnych autorów, m.in. Bashō)
- Matsuo Bashō, Z podróżnej sakwy z dodaniem Dziennika podróży do Sarashina, przełożyła i wstępem opatrzyła Agnieszka Żuławska-Umeda, Sen, Warszawa 1994, ISBN 83-900176-8-7

## Galeria

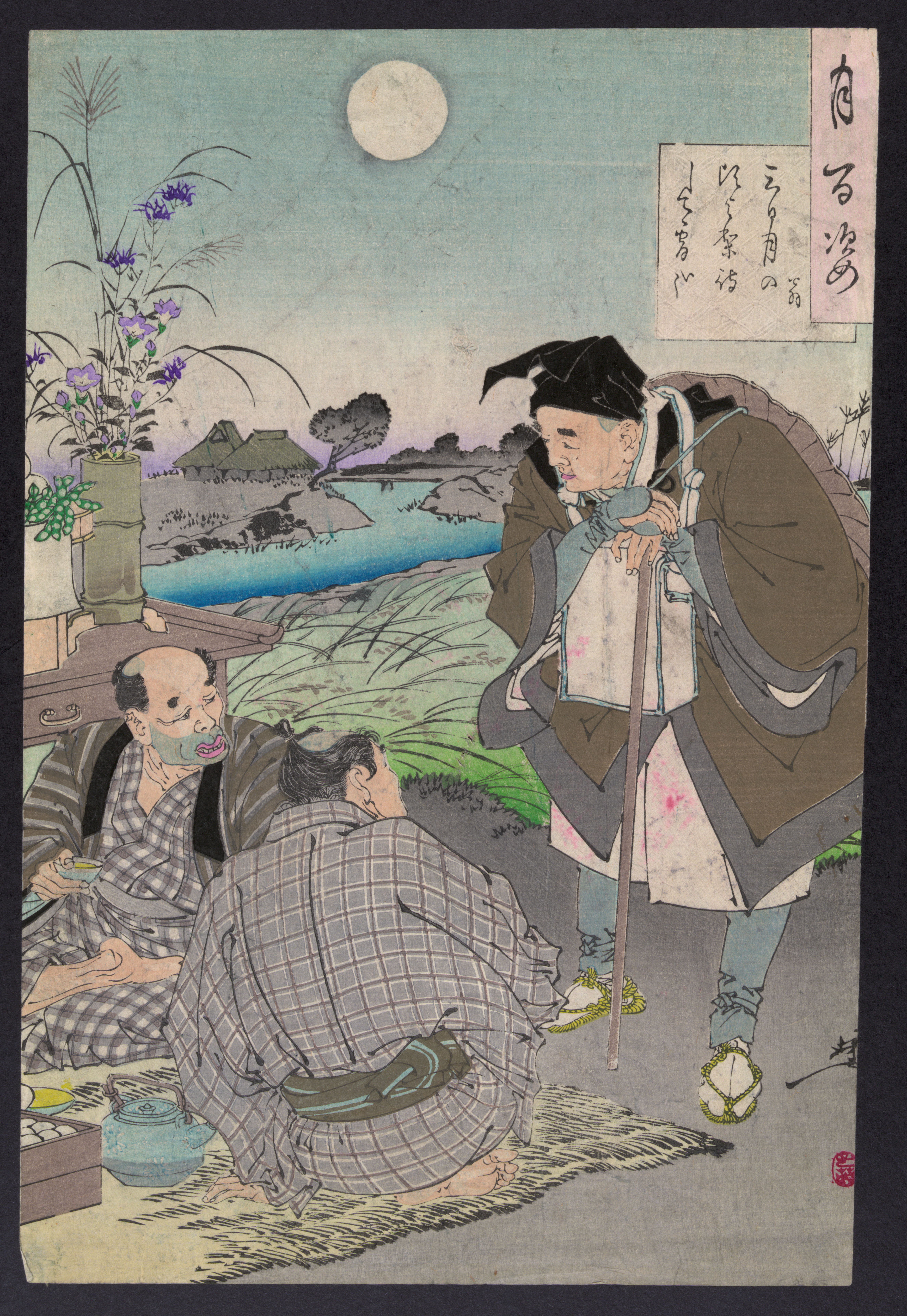
Yoshitoshi Tsukioka (1839-1892), Matsuo Bashō spotyka dwóch rolników w czasie festiwalu księżycowego w połowie jesieni (ze zbioru Sto obliczy księżyca)
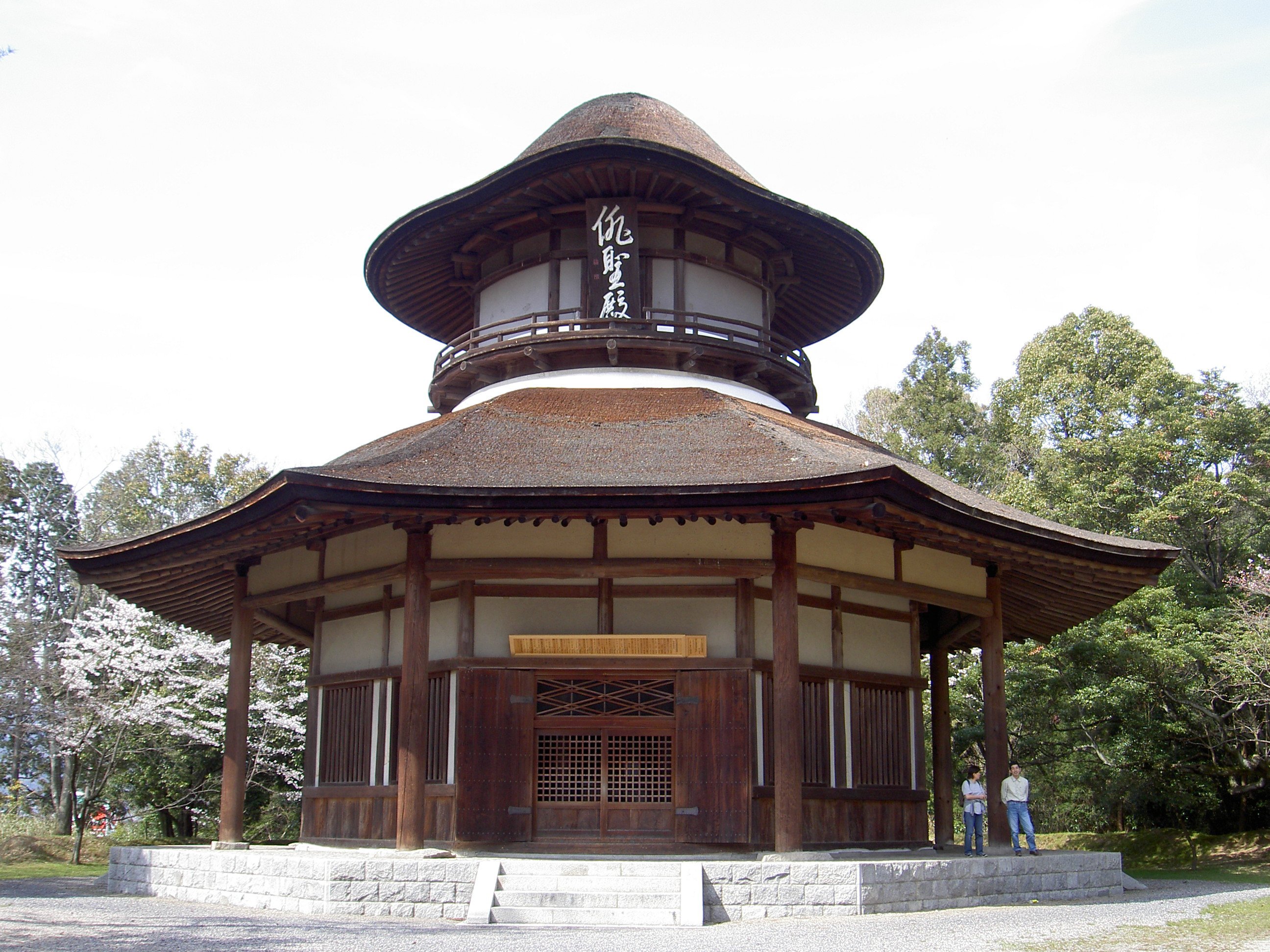
Haiseiden, pawilon w parku Ueno, w Iga, wzniesiony z okazji 300. rocznicy urodzin poety
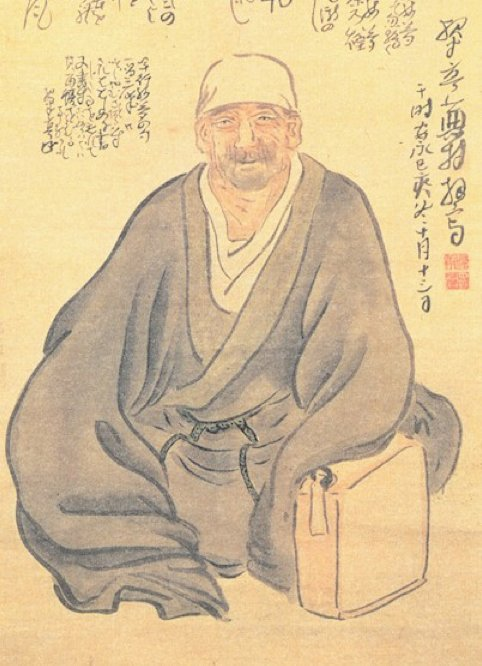
Buson Yosa (1716-1784), Bashō